# پیز ترزا
پیز ترزا (به لاتین: Piz Terza) یک کوه در سوئیس است که در کانتون گراوبوندن واقع شده‌است. پیز ترزا ۲٬۹۰۹ متر بالاتر از سطح دریا واقع شده‌است.